# Свищ

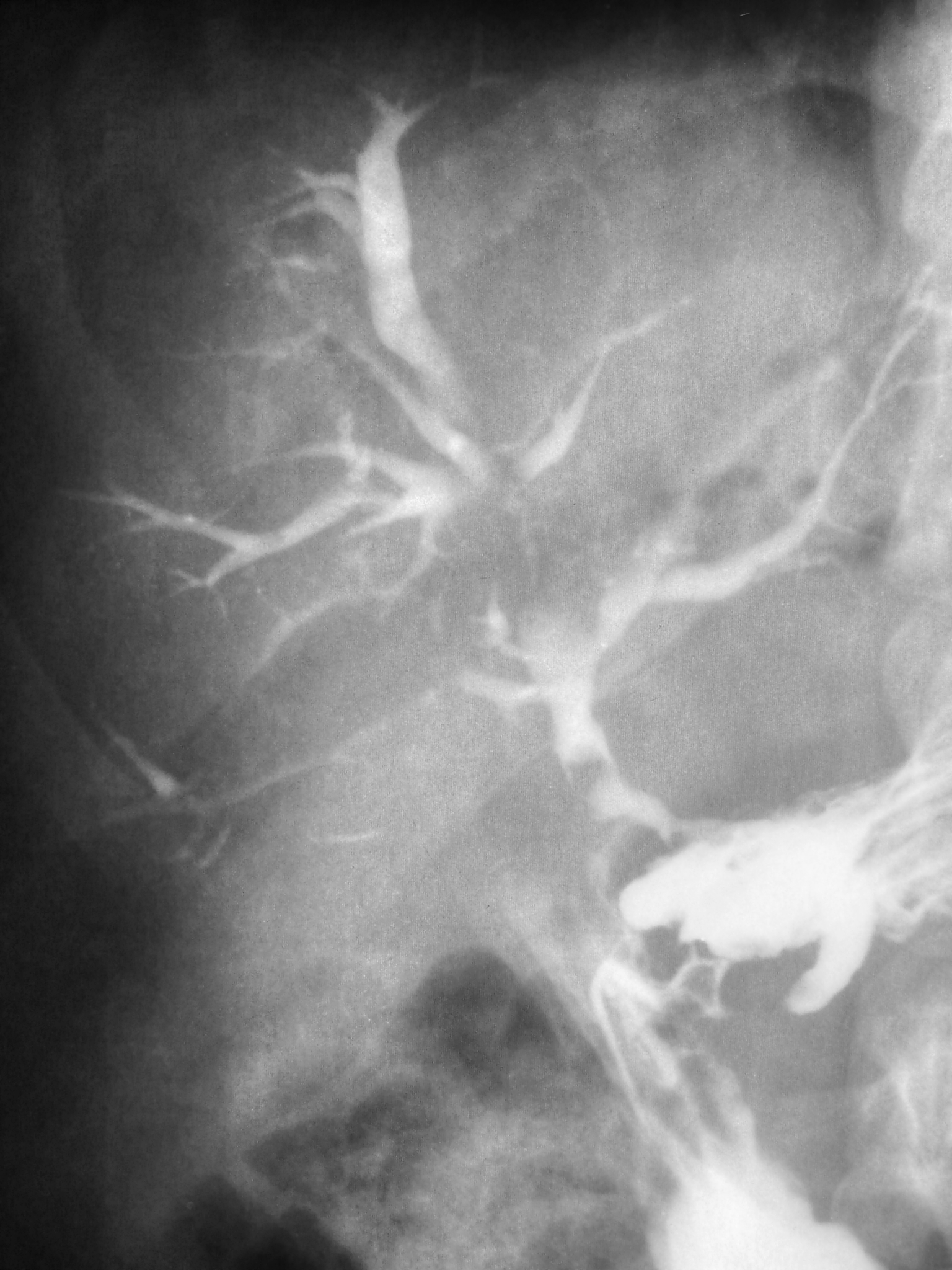
Рентгенологическое исследование с сульфатом бария, демонстрирующее ретроградное контрастирование желчных протоков через дуоденобилиарный свищ

Свищ, или фи́стула (от лат. fistula «трубка»), — канал, соединяющий полости тела (в том числе патологические) или полые органы с внешней средой или между собой. Обычно имеет вид узкого канала, выстланного эпителием или грануляционной тканью.
По своему характеру различают свищи, образовавшиеся вследствие того или иного патологического процесса, и свищи, образованные после хирургической операции, которую проделали с целью отведения содержимого того или иного полого органа (см. нпр. бутоньер).

## Свищ гнойный
Гной, образовавшийся в результате распада воспалительного очага, прокладывает себе путь наружу. Канал, через который гной вытекает наружу, после ликвидации воспалительного процесса обычно заживает. Но если воспалительный процесс не ликвидирован и в глубине тканей остаётся инфицированная полость, иногда с секвестром, то этот канал не срастается, а формируется гнойный свищ. Свищи от корней зуба сквозь кость челюсти и десну иногда возникают при хроническом периодонтите. Гнойные свищи часто образуются после слепых огнестрельных ранений, если пуля или осколки не были удалены оперативно, вокруг них развивается нагноение. Свищи возникают также при нагноении швов вокруг лигатур, разного рода посторонних тел, костных секвестров, оставшихся глубоко в тканях.

## Виды свищей

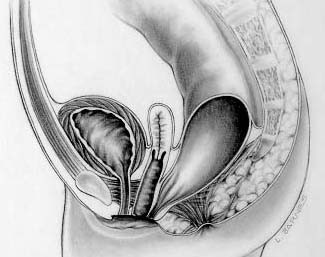
Ректальный свищ

Все свищи разделяют по их локализации в организме:
- Свищ желудочный — свищ, возникающий после хирургических вмешательств, например после резекции желудка[1]
- Ректальные свищи
  - Аноректальный свищ — патологический канал, идущий из заднего прохода или прямой кишки к коже[2]
  - Параректальный свищ — свищ от анальной крипты наружу к коже[3]
- Свищ ректовагинальный — повреждение ректовагинальной перегородки
- Дуоденальный — наружный свищ двенадцатиперстной кишки[4]
- Бронхиальный свищ — патологическое сообщение просвета бронха с плевральной полостью[5]
- Желудочный свищ является результатом хирургической операции. В тех случаях, когда по какой-то причине радикальную операцию на пищеводе провести нельзя, накладывают желудочный свищ. Эта операция называется гастростомия.

Также свищи как у человека, так и у животных могут быть врождёнными и приобретёнными, наружными (открываются на коже) и внутренними (открываются на слизистой оболочке полых органов).

## Лечение
Удаление инородных тел, вокруг которых образовалась полость, механическое и химическое очищение полости и рассечение канала свища. Хирургическим путем производят иссечение всего свищевого хода, удаление всех некротических тканей с предварительной прокраской тканей свищевого хода.